# Cámara de Comercio Británico
La Cámara de Comercio Británico (en inglés The British Commercial Rooms of Buenos Aires) de Buenos Aires, fue una organización encargada de los asuntos concernientes a Gran Bretaña en el Río de la Plata.

## Historia
Hasta 1806, el pequeño grupo de extranjeros de origen británico en el Río de la Plata había profesado la religión católica y se relacionaba con mujeres de distinguidas familias criollas de Buenos Aires. Entre estos hombres establecidos en el Río de la Plata hacia el siglo XVIII, se encuentran Charles Wright y Paul Thompson, de Londres, y Robert Young y William Ross, nativos de Escocia.
"Los Cuartos Comerciantes Británicos de Buenos Aires" fue fundada en 1811 por comerciantes de origen británico, establecidos en Buenos Aires desde la primera invasión inglesa. A estos nuevos inmigrantes británicos se les concedió derecho a comercializar sus productos en el Río de la Plata desde 1809. Mantuvieron vínculos económicos con los criollos, y en su mayoría estaban casados con mujeres de su misma nacionalidad.
Por lo general, los comerciantes de origen inglés establecieron sus negocios en todo el barrio de San Nicolás, concentrándose una gran mayoría en la calle Reconquista. Los católicos escoceses e irlandeses instalaron sus comercios en la calle de la Piedad.
El British Commercial Rooms estaba ubicado en la calle 25 de Mayo del barrio de San Nicolás. Funcionó hasta 1840, y entre sus realizaciones incluye la instalación de un cementerio, la construcción de un templo y varios establecimientos educativos para la comunidad británica en Buenos Aires.
Era una comunidad totalmente cerrada a los criollos nativos y extranjeros. Hacia 1830 Thomas George Love, editor del periódico The British Packet, fundó una nueva asociación comercial abierta a la comunidad nativa de Argentina, que incluía también a los descendientes de los primeros inmigrantes británicos de Buenos Aires.